# Hannoverscher Sportverein von 1896 1990-1991
Questa voce raccoglie le informazioni riguardanti l'Hannoverscher Sportverein von 1896 nelle competizioni ufficiali della stagione 1990-1991.

## Stagione
Nella stagione 1990-1991 l'Hannover, allenato da Michael Krüger, Hans-Dieter Schmidt e Michael Lorkowski, concluse il campionato di 2. Bundesliga al 10º posto. In Coppa di Germania l'Hannover fu eliminato al secondo turno dall'Amburgo.

## Rosa
| N. |                      | Ruolo | Calciatore         |
| -- | -------------------- | ----- | ------------------ |
|    | Germania (bandiera)  | P     | Jörg Sievers       |
|    | Germania (bandiera)  | D     | Oliver Bock        |
|    | Germania (bandiera)  | D     | Bernd Heemsoth     |
|    | Germania (bandiera)  | D     | Jörg-Uwe Klütz     |
|    | Germania (bandiera)  | D     | Mathias Kuhlmey    |
|    | Tunisia (bandiera)   | D     | Nabil Maâloul      |
|    | Danimarca (bandiera) | D     | Michael Schjønberg |
|    | Germania (bandiera)  | D     | Axel Sundermann    |
|    | Polonia (bandiera)   | D     | Roman Wójcicki     |
|    | Germania (bandiera)  | C     | Christof Babatz    |
|    | Turchia (bandiera)   | C     | Hakan Biçici       |

| N. |                     | Ruolo | Calciatore       |
| -- | ------------------- | ----- | ---------------- |
|    | Germania (bandiera) | C     | Jens Friedemann  |
|    | Germania (bandiera) | C     | Martin Groth     |
|    | Germania (bandiera) | C     | Michael Karl     |
|    | Germania (bandiera) | C     | Michael Kautz    |
|    | Germania (bandiera) | C     | Jörg Kretzschmar |
|    | Germania (bandiera) | C     | Thomas Laumann   |
|    | Germania (bandiera) | C     | Karsten Surmann  |
|    | Germania (bandiera) | A     | Uwe Eckel        |
|    | Germania (bandiera) | A     | Patrick Grün     |
|    | Germania (bandiera) | A     | Jochen Heisig    |
|    | Germania (bandiera) | A     | Niclas Weiland   |

## Organigramma societario
Area tecnica
- Allenatore: Michael Lorkowski
- Allenatore in seconda:
- Preparatore dei portieri:
- Preparatori atletici:

## Calciomercato

### Sessione estiva
| Acquisti | Acquisti           | Acquisti    | Acquisti |
| R.       | Nome               | da          | Modalità |
| -------- | ------------------ | ----------- | -------- |
| A        | Patrick Grün       | VfB Marburg |          |
| C        | Jörg Kretzschmar   | Meppen      |          |
| D        | Michael Schjønberg | Esbjerg     |          |

| Cessioni | Cessioni               | Cessioni          | Cessioni |
| R.       | Nome                   | a                 | Modalità |
| -------- | ---------------------- | ----------------- | -------- |
| C        | Bernd Dierßen          | Preussen Hameln   |          |
| C        | Maximilian Heidenreich | Basilea           |          |
| D        | Bastian Hellberg       | TuS Celle         |          |
| D        | Michael Köpper         | Havelse           |          |
| D        | Neale Marmon           | Colchester Utd    |          |
| C        | Christos Orkas         | Arminia Bielefeld |          |
| C        | Jürgen Prange          | Havelse           |          |
| A        | Matthias Zimmerling    | Sachsen Lipsia    |          |

### Sessione invernale
| Acquisti | Acquisti        | Acquisti        | Acquisti |
| R.       | Nome            | da              | Modalità |
| -------- | --------------- | --------------- | -------- |
| C        | Jens Friedemann | 1. SV Suhl 1906 |          |

| Cessioni | Cessioni | Cessioni | Cessioni |
| R.       | Nome     | a        | Modalità |
| -------- | -------- | -------- | -------- |

## Risultati

### 2. Bundesliga

#### Girone di andata
| Arbitro: | Führer |

|  |           |                   |
|  | Marcatori | 9’ Janz 28’ Spies |

| Arbitro: | Scheuerer |

|                           |           |          |
| Hönnscheidt 25’ Klopp 52’ | Marcatori | 73’ Grün |

| Arbitro: | Albrecht |

|                                 |           |                                            |
| Biçici 49’ Heisig 56’ Eckel 77’ | Marcatori | 17’ Bolzek 19’ (rig.) Seufert 49’ Pasul'ko |

| Arbitro: | Boos |

|                                                 |           |                     |
| Regenbogen 8’, 37’ Wójcicki 68’ (aut.) Rada 75’ | Marcatori | 60’ Heisig 62’ Grün |

| Arbitro: | Jansen |

|               |           |                      |
| Grün 10’, 57’ | Marcatori | 65’ Weiß 86’ Blättel |

| Arbitro: | Best |

|            |           |  |
| Preetz 66’ | Marcatori |  |

| Arbitro: | Ronig |

|                                   |           |                         |
| Heisig 5’ (rig.), 63’ Weiland 74’ | Marcatori | 25’ (rig.) Schlumberger |

| Arbitro: | Kuhne |

|  |           |            |
|  | Marcatori | 79’ Heisig |

| Arbitro: | Gangkofer |

|  |           |            |
|  | Marcatori | 72’ Jursch |

| Arbitro: | Gochermann |

|           |           |                |
| Vogel 48’ | Marcatori | 6’, 88’ Heisig |

| Arbitro: | Osmers |

|            |           |                     |
| Heisig 21’ | Marcatori | 65’ (rig.) Wölfling |

| Arbitro: | Amerell |

|                                   |           |               |
| Schmidt 28’, 77’, 82’ Tönnies 75’ | Marcatori | 25’, 90’ Grün |

| Arbitro: | Kentsch |

|  |           |                                          |
|  | Marcatori | 3’, 72’ Wolff 21’ Meyer 77’, 87’ Hofmann |

| Arbitro: | Schmidt |

|                         |           |  |
| Borodjuk 71’ Lyutiy 78’ | Marcatori |  |

| Arbitro: | Blüthgen |

|              |           |                         |
| Wójcicki 22’ | Marcatori | 18’ Vollmer 87’ Cayasso |

| Arbitro: | Domurat |

|            |           |            |
| Ziemer 66’ | Marcatori | 65’ Heisig |

| Arbitro: | Kuhne |

|                                            |           |               |
| Eckel 1’ Sundermann 15’ Surmann 61’ (rig.) | Marcatori | 7’ Silberbach |

| Arbitro: | Domberg |

|           |           |           |
| Palma 60’ | Marcatori | 68’ Groth |

| Arbitro: | Heynemann |

|                         |           |  |
| Heisig 32’ Wójcicki 49’ | Marcatori |  |

#### Girone di ritorno
| Arbitro: | Strigel |

|             |           |           |
| Pfahler 55’ | Marcatori | 35’ Eckel |

| Arbitro: | Aust |

|                                  |           |          |
| Weiland 39’ Heisig 63’ Eckel 66’ | Marcatori | 4’ Klopp |

| Arbitro: | Gangkofer |

|                    |           |             |
| Seufert 60’ (rig.) | Marcatori | 68’ Surmann |

| Arbitro: | Rubel |

|                         |           |  |
| Heisig 53’ Heemsoth 55’ | Marcatori |  |

| Arbitro: | Fröhlich |

|        |           |  |
| Gu 78’ | Marcatori |  |

| Arbitro: | Domurat |

|            |           |            |
| Heisig 48’ | Marcatori | 10’ Preetz |

| Arbitro: | Kuhne |

|          |           |             |
| Levý 50’ | Marcatori | 86’ Kuhlmey |

| Arbitro: | Löwer |

|                                          |           |  |
| Surmann 8’ (rig.) Wójcicki 51’ Eckel 53’ | Marcatori |  |

| Arbitro: | Schmidt |

|             |           |                    |
| Semlits 24’ | Marcatori | 51’ (rig.) Surmann |

| Arbitro: | Gochermann |

|                         |           |            |
| Heisig 12’ Wójcicki 75’ | Marcatori | 48’ Müller |

| Arbitro: | Holst |

|          |           |                                       |
| Reuß 85’ | Marcatori | 42’ Schjønberg 57’ Weiland 77’ Heisig |

| Arbitro: | Buchhart |

|                        |           |  |
| Heisig 4’ Heemsoth 18’ | Marcatori |  |

| Arbitro: | Scheuerer |

|             |           |            |
| Hofmann 26’ | Marcatori | 66’ Heisig |

| Arbitro: | Brückner |

|                |           |                |
| Schjønberg 44’ | Marcatori | 65’ Sendscheid |

| Arbitro: | Prengel |

|            |           |  |
| Terzić 73’ | Marcatori |  |

| Arbitro: | Kentsch |

|  |           |                           |
|  | Marcatori | 35’ Jurgeleit 58’ Bastian |

| Arbitro: | Birlenbach |

|  |           |           |
|  | Marcatori | 66’ Eckel |

| Hannover 9 giugno 1991, ore 15:00 CEST 37ª giornata | Hannover 96 | 0 – 0 referto | Oldenburg | Niedersachsenstadion (3 000 spett.)\| Arbitro: \| Strigel \| |
| Arbitro:                                            | Strigel     |               |           |                                                              |

| Arbitro: | Boos |

|           |           |            |
| Menke 64’ | Marcatori | 75’ Heisig |

### Coppa di Germania
| Arbitro: | Ennuschat |

|  |           |                             |
|  | Marcatori | 8’, 67’ Groth 82’, 83’ Grün |

| Hannover 3 novembre 1990, ore 17:00 CET Secondo turno | Hannover 96 | 0 – 0 (d.t.s.) referto | Amburgo | Niedersachsenstadion (20 100 spett.)\| Arbitro: \| Mölm \| |
| Arbitro:                                              | Mölm        |                        |         |                                                            |

| Arbitro: | Holst |

|                    |           |            |
| Nando 18’ Doll 74’ | Marcatori | 36’ Heisig |

## Statistiche

### Statistiche di squadra
| Competizione      | Punti | In casa | In casa | In casa | In casa | In casa | In casa | In trasferta | In trasferta | In trasferta | In trasferta | In trasferta | In trasferta | Totale | Totale | Totale | Totale | Totale | Totale | DR |
| Competizione      | Punti | G       | V       | N       | P       | Gf      | Gs      | G            | V            | N            | P            | Gf           | Gs           | G      | V      | N      | P      | Gf     | Gs     | DR |
| ----------------- | ----- | ------- | ------- | ------- | ------- | ------- | ------- | ------------ | ------------ | ------------ | ------------ | ------------ | ------------ | ------ | ------ | ------ | ------ | ------ | ------ | -- |
| 2. Bundesliga     | 38    | 19      | 8       | 6       | 5       | 29      | 24      | 19           | 4            | 8            | 7            | 20           | 25           | 38     | 12     | 14     | 12     | 49     | 49     | 0  |
| Coppa di Germania | -     | 1       | 0       | 1       | 0       | 0       | 0       | 2            | 1            | 0            | 1            | 5            | 2            | 3      | 1      | 1      | 1      | 5      | 2      | +3 |
| Totale            | 38    | 20      | 8       | 7       | 5       | 29      | 24      | 21           | 5            | 8            | 8            | 25           | 27           | 41     | 13     | 15     | 13     | 54     | 51     | +3 |

### Andamento in campionato
| Giornata  | 1  | 2  | 3  | 4  | 5  | 6  | 7  | 8  | 9  | 10 | 11 | 12 | 13 | 14 | 15 | 16 | 17 | 18 | 19 | 20 | 21 | 22 | 23 | 24 | 25 | 26 | 27 | 28 | 29 | 30 | 31 | 32 | 33 | 34 | 35 | 36 | 37 | 38 |
| --------- | -- | -- | -- | -- | -- | -- | -- | -- | -- | -- | -- | -- | -- | -- | -- | -- | -- | -- | -- | -- | -- | -- | -- | -- | -- | -- | -- | -- | -- | -- | -- | -- | -- | -- | -- | -- | -- | -- |
| Luogo     | C  | T  | C  | T  | C  | T  | C  | T  | C  | T  | C  | T  | C  | T  | C  | T  | C  | T  | C  | T  | C  | T  | C  | T  | C  | T  | C  | T  | C  | T  | C  | T  | C  | T  | C  | T  | C  | T  |
| Risultato | P  | P  | N  | P  | N  | P  | V  | V  | P  | V  | N  | P  | P  | P  | P  | N  | V  | N  | V  | N  | V  | N  | V  | P  | N  | N  | V  | N  | V  | V  | V  | N  | N  | P  | P  | V  | N  | N  |
| Posizione | 15 | 19 | 17 | 19 | 18 | 19 | 19 | 16 | 18 | 16 | 15 | 15 | 17 | 17 | 18 | 18 | 16 | 16 | 15 | 15 | 15 | 15 | 13 | 15 | 14 | 14 | 13 | 13 | 12 | 10 | 10 | 10 | 11 | 11 | 11 | 11 | 10 | 10 |

Legenda:

Luogo: C = Casa; T = Trasferta. Risultato: V = Vittoria; N = Pareggio; P = Sconfitta.

### Statistiche dei giocatori
| Giocatore      | 2. Bundesliga | 2. Bundesliga | 2. Bundesliga | 2. Bundesliga | Coppa di Germania | Coppa di Germania | Coppa di Germania | Coppa di Germania | Totale   | Totale | Totale      | Totale     |
| Giocatore      | Presenze      | Reti          | Ammonizioni   | Espulsioni    | Presenze          | Reti              | Ammonizioni       | Espulsioni        | Presenze | Reti   | Ammonizioni | Espulsioni |
| -------------- | ------------- | ------------- | ------------- | ------------- | ----------------- | ----------------- | ----------------- | ----------------- | -------- | ------ | ----------- | ---------- |
| C. Babatz      | 0             | 0             | 0             | 0             | 0                 | 0                 | 0                 | 0                 | 0        | 0      | 0           | 0          |
| H. Biçici      | 26            | 1             | 6             | 0             | 3                 | 0                 | 0                 | 0                 | 29       | 1      | 6           | 0          |
| O. Bock        | 1             | 0             | 0             | 0             | 1                 | 0                 | 0                 | 0                 | 2        | 0      | 0           | 0          |
| U. Eckel       | 25            | 6             | 5             | 0             | 2                 | 0                 | 0                 | 0                 | 27       | 6      | 5           | 0          |
| J. Friedemann  | 14            | 0             | 1             | 0             | 0                 | 0                 | 0                 | 0                 | 14       | 0      | 1           | 0          |
| M. Groth       | 33            | 1             | 6             | 0             | 2                 | 2                 | 0                 | 0                 | 35       | 3      | 6           | 0          |
| P. Grün        | 14            | 6             | 1             | 0             | 1                 | 2                 | 0                 | 0                 | 15       | 8      | 1           | 0          |
| B. Heemsoth    | 31            | 2             | 1             | 0             | 3                 | 0                 | 0                 | 0                 | 34       | 2      | 1           | 0          |
| J. Heisig      | 38            | 18            | 2             | 0             | 3                 | 1                 | 0                 | 0                 | 41       | 19     | 2           | 0          |
| M. Karl        | 13            | 0             | 2             | 0             | 0                 | 0                 | 0                 | 0                 | 13       | 0      | 2           | 0          |
| M. Kautz       | 2             | 0             | 0             | 0             | 0                 | 0                 | 0                 | 0                 | 2        | 0      | 0           | 0          |
| J. Klütz       | 13            | 0             | 3             | 1             | 2                 | 0                 | 0                 | 0                 | 15       | 0      | 3           | 1          |
| J. Kretzschmar | 32            | 0             | 3             | 0             | 3                 | 0                 | 0                 | 0                 | 35       | 0      | 3           | 0          |
| M. Kuhlmey     | 30            | 1             | 4             | 0             | 1                 | 0                 | 0                 | 0                 | 31       | 1      | 4           | 0          |
| T. Laumann     | 5             | 0             | 0             | 0             | 0                 | 0                 | 0                 | 0                 | 5        | 0      | 0           | 0          |
| N. Maâloul     | 7             | 0             | 2             | 0             | 1                 | 0                 | 0                 | 0                 | 8        | 0      | 2           | 0          |
| M. Schjønberg  | 25            | 2             | 7             | 0             | 2                 | 0                 | 0                 | 0                 | 27       | 2      | 7           | 0          |
| J. Sievers     | 38            | 0             | 1             | 0             | 3                 | 0                 | 0                 | 0                 | 41       | 0      | 1           | 0          |
| A. Sundermann  | 37            | 1             | 5             | 0             | 3                 | 0                 | 1                 | 0                 | 40       | 1      | 6           | 0          |
| K. Surmann     | 35            | 4             | 8             | 0             | 3                 | 0                 | 0                 | 0                 | 38       | 4      | 8           | 0          |
| N. Weiland     | 32            | 3             | 2             | 0             | 3                 | 0                 | 0                 | 0                 | 35       | 3      | 2           | 0          |
| R. Wójcicki    | 35            | 4             | 5             | 0             | 3                 | 0                 | 1                 | 0                 | 38       | 4      | 6           | 0          |